# Region Kreta
Region Kreta – jeden z 13 regionów administracyjnych Grecji stanowiący najbardziej wysuniętą na południe część kraju. Zajmuje obszar wyspy Kreta na Morzu Śródziemnym oraz mniejsze wysepki wokół niej. Morze Kreteńskie oddziela go na północy od regionów: Peloponez, Attyka i Wyspy Egejskie Południowe.
Stolicą regionu jest Heraklion.
Region Kreta podzielony jest na cztery jednostki regionalne:
- Jednostka regionalna Heraklion ze stolicą w mieście Heraklion,
- Jednostka regionalna Chania ze stolicą w mieście Chania,
- Jednostka regionalna Lasiti ze stolicą w Ajos Nikolaos,
- Jednostka regionalna Retimno ze stolicą w mieście Retimno.